# 김도훈 (1988년)
김도훈(1988년 7월 26일 ~ )은 대한민국의 축구 선수이며, 포지션은 미드필더이다.